# 斯托克頓 (伊利諾伊州)
斯托克頓（英語：Stockton）是位於美國伊利諾伊州喬戴維斯縣的一個村落。

## 地理
斯托克頓的座標為42°21′01″N 90°00′22″W / 42.35028°N 90.00611°W，而該地最高點為海拔高度303米（即994英尺）。

## 人口
根據2010年美國人口普查的數據，斯托克頓的面積為4.49平方千米，當中陸地面積為4.49平方千米，而水域面積為0.00平方千米。當地共有人口1862人，而人口密度為每平方千米414人。